# Ernst Wyss (Jurist)
Ernst Wyss (* 6. Februar 1893 in Biel; † 29. September 1955 in Bern) war ein Schweizer Staatsbeamter.

## Leben

### Familie
Ernst Wyss war der Sohn des Lehrers und Rektors des Gymnasiums Biel, Jakob Ernst Wyss und dessen Ehefrau Alice Julia Lena (geb. Krebs). Seit 1920 war er mit Lydia, Tochter des Friedrich Kohler, verheiratet.

### Werdegang
Ernst Wyss immatrikulierte sich zu einem Studium de Rechtswissenschaften an der Universität Bern, promovierte 1918 mit seiner Dissertation Die Rechtsstellung altbernischer Ehegatten nach Art. 144 EG zum ZGB zum Dr. jur. und erhielt das Berner Fürsprecherpatent. Nach Beendigung des Studiums trat er 1918 in die Stempelsteuersektion der Eidgenössischen Steuerverwaltung (ESTV) ein. 1920 wurde er Adjunkt und war dann von 1928 bis 1938 Sektionschef, bevor er 1939 zum Vizedirektor und 1953, als Nachfolger von Paul Amstutz, durch den Bundesrat zum Direktor der ESTV ernannt wurde. Im Mai 1954 erklärte er aus gesundheitlichen Gründen seinen Rücktritt zum 30. September 1955; sein Nachfolger wurde Pierre Grosheintz.

### Berufliches Wirken
Ernst Wyss galt während der Kriegsjahre des Zweiten Weltkriegs als das juristische Gewissen der Steuerverwaltung und war massgeblich an der Ausarbeitung der Kriegssteuerbeschlüsse des Bundesrats beteiligt, unter anderem im Bereich der Wehrsteuer, der Warenumsatzsteuer und der Verrechnungssteuer.

## Schriften (Auswahl)
- Die Rechtsstellung altbernischer Ehegatten nach Art. 144 EG zum ZGB. Bern: Buchdr. Stämpfli & Cie., 1918.
- Paul Amstutz; Ernst Wyss: Die Neuerungen im eidgenössischen Stempelsteuerrecht. Zürich Orell Füssli 1928.
- Paul Amstutz; Ernst Wyss: Das eidgenössische Stempelsteuerrecht. Zürich; Leipzig: Orell Füssli, 1930.
- Die Stempelabgaben der Aktiengesellschaft. Zürich: Polygraphischer Verlag, 1938.
- Über das Wesen und die Handhabung des Steuerstrafrechts. Bern 1944.
- Josef Henggeler; Emma Henggeler; Ernst Wyss: Die Praxis der Bundessteuern. Basel: Verlag für Recht und Gesellschaft AG., 1944.
- Ernst Wyss; Walter Robert Pfund; Franz Salzgeber; Conrad Stockar: Stempelabgaben und Verrechnungssteuer. Basel: Verlag für und Recht und Gesellschaft, 1946.
- Gesetzmässige Verwaltung der Bundessteuern. Zürich: Polygraphischer Verlag, 1946.
- Staatskunde. Bern 1947.
- Allgemeines über die Schuldverpflichtung. Bern 1948.